# كتب مساعدة الذات
كتب مساعدة الذات (بالإنجليزية: self-help books) هي الكتب التي تُكتب بهدف تقديم إرشادات إلى قارئها بخصوص حل المشاكل الشخصية. اتخذ هذا الصنف من الكتب اسمه من كتاب مساعدة الذات (بالإنجليزية: Self-Help)، وهو كتاب لصموئيل سمايلز صدر عام 1859 وحقق مبيعات عالية، لكن هذه الكتب تُعرف أيضًا باسم كتب «تطوير الذات» أو «التنمية الذاتية» (بالإنجليزية: self-improvement) وتصنَّف تحت هذا الاسم، وهو تحديث لمصطلح مساعدة الذات. وقد انتقلت كتب تطوير الذات من موضعها لتصبح ظاهرة ثقافية تنتسب إلى ما بعد الحداثة في أواخر القرن العشرين.

تكتب ميكي ماكجي قائلةً: «لقد اقترح بعض المراقبين الاجتماعيين أن الإنجيل ربما يكون أول كتاب مساعدة ذات وأكثرها أهمية ودلالة».

## تاريخها المبكر
يمكن أن يُقال إن الدلائل التوجيهية غير الرسمية التي تتناول السلوكيات اليومية قد وُجدت منذ وجود الكتابة نفسها تقريبًا. إن «الرموز» المصرية القديمة التي تتحدث عن السلوك «تحتوي على ملاحظة يمكن اعتبارها عصرية على نحو غريب، تقول: أنت تجرجر نفسك من شارع إلى شارع، تنضح منك رائحة الجعة... كأنك دفة مكسورة، لا تصلح لشيء... وقد عُثر عليك تؤدي حركات بهلوانية على الحائط!». وتكتب ميكي ماكجي قائلةً: «لقد اقترح بعض المراقبين الاجتماعيين أن الإنجيل ربما يكون أول كتاب مساعدة ذات وأكثرها أهمية ودلالة».
في الثقافة الغربية، يمكن تعقب خط نسب وراثي يعود من كتاب سمايلز، مساعدة الذات، إلى حين «أنتج اهتمام عصر النهضة بتصميم الذات فيضًا من مواد التعليم ومساعدة الذات»، وهكذا «يقترح الفلورنسي جيوفاني ديلا كاسا في كتابه السلوكي الصادر عام 1558 ما يلي: من العادة غير السارة أيضًا أن ترفع نبيذ شخص آخر أو طعامه إلى أنفك وتشمه». وقد شهدت العصور الوسطى تجسد هذا النمط من الكتب في مؤلَّف (دليل في مسائل الحب). في روما الكلاسيكية، تحولا كتابا شيشرون، «عن الصداقة» و«عن الواجبات»، إلى «دليلان وكتابا إرشادات... عبر العصور»، وكَتب أوفيد كلًا من «فن الهوى» و«علاج الحب». وقد وُصف كتاب فن الهوى بأنه «أفضل كتاب جنسي، فعال في سان فرانسيسكو ولندن كما كان فعالًا في روما القديمة»، إذ يتعامل «مع مشاكل عملية تمر في الحياة اليومية: الأماكن التي يمكنك الذهاب إليها للقاء بالفتيات، كيفية بدء حديث معهن، كيفية الحفاظ على اهتمامهن، و... كيف تكون اجتماعيًا أكثر من كونك رياضيًا في السرير». فيما وُصف كتاب علاج الحب بأنه يحتوي على «سلسلة من التعليمات، تتحلى بالوضوح بنفس مقدار تحليها بالبراعة وجمالية التعبير، حول التعافي من الحب».

## الظاهرة ما بعد الحداثوية
لم تقفز كتب مساعدة الذات إلى الواجهة الثقافية قبل النصف الثاني من القرن تقريبًا، وتلك حقيقة يقرها كل من مناصري نمط تطوير الذات ونقاده معًا، الطرفين اللذين غالبًا ما يكونان على جانبَي نقيض. وكان البعض «ينظر إلى شراء هذه الكتب... على اعتباره تدريبًا على التثقيف الذاتي»، فيما بقي آخرون -الأكثر انتقادًا للنمط- يسلمون بأن «الظاهرة أكثر تفشيًا وسطوةً من أن يُتغاضى عنها، على الرغم من انتمائها إلى الثقافة الشعبية».
وأيًا كان الموقف تجاه هذا النمط، فمن الواضح أن كتب مساعدة الذات كانت تؤدي «دورًا شديد الأهمية في تطوير المفاهيم الاجتماعية المتعلقة بالمرض في القرن العشرين»، وأنها «تنشر هذه المفاهيم بين العوام بطريقة أدت إلى اكتساب الأشخاص العاديين للغة تصف بعض المعالم المعقدة والتي يصعب وصفها للحياة العاطفية والسلوكية».
ففي حين تميل مؤلفات علم النفس والمعالجة النفسية التقليدية إلى أن تكون مكتوبة بأسلوب موضوعي غير شخصي، «يتضمن [العديد من كتب مساعدة الذات] خطابًا بصيغة المتكلم، إضافة إلى تجربة تحولٍ غالبًا»: تماشيًا مع مجموعات دعم مساعدة الذات التي غالبًا ما تستفيد هذه الكتب منها، إلى جانب دعم النظراء الأفقي والشرعية التي تقدَّم للقارئ بناء على ذلك، إضافة إلى النصح القادم «من الأعلى».
ومع ذلك، فمن الوارد الجدال بأن شيئًا ما من دعم النظراء ذلك قد ضاع خلال حركة الانتقال من مجموعة مساعدة الذات إلى قارئ «التنمية الذاتية» الفرد، ما يعكس أنه «خلال العقود الثلاثة الأخيرة من القرن العشرين، كان ثمة تبدل بارز في معنى مساعدة الذات». وقد أصبحت المؤسسات الجمعية تقوم مقام إعادة صياغة للذات الفردية: «في غضون أقل من ثلاثين عامًا، بات مصطلح مساعدة الذات -الذي كان في السابق مرادفًا للتعاون المشترك- يُفهم... على أنه مشروع فردي إلى حد بعيد».